# Arkys latissimus
Arkys latissimus är en spindelart som först beskrevs av Balogh 1982.  Arkys latissimus ingår i släktet Arkys och familjen hjulspindlar.
Artens utbredningsområde är Queensland. Inga underarter finns listade i Catalogue of Life.